# Copa del Generalíssim de futbol 1967-68
La Copa del Generalíssim de futbol 1967-68 va ser la 64ena edició de la Copa d'Espanya.

## Primera Ronda
1 i 22 d'octubre.
| Equip 1                   | Global | Equip 2              | Anada | Tornada |
| ------------------------- | ------ | -------------------- | ----- | ------- |
| CA Ceuta                  | 2-4    | Real Santander       | 1-2   | 1-2     |
| CD Badajoz                | 4-3    | Reial Múrcia         | 4-2   | 0-1     |
| Granada CF                | 4-4    | UP Langreo           | 2-2   | 2-2     |
| Xerez CD                  | 3-3    | UE Lleida            | 3-0   | 0-3     |
| Cadis CF                  | 2-5    | Real Gijón           | 2-1   | 0-4     |
| Calvo Sotelo CF           | 3-0    | Club Ferrol          | 1-0   | 2-0     |
| CE Castelló               | 3-2    | CA Osasuna           | 3-1   | 0-1     |
| CE Alcoià                 | 2-0    | Burgos CF            | 2-0   | 0-0     |
| Deportivo de La Coruña    | 2-4    | Hèrcules CF          | 1-3   | 1-1     |
| CE Europa                 | 4-4    | Real Jaén CF         | 4-0   | 0-4     |
| Gimnástica de Torrelavega | 2-2    | CD Mestalla          | 0-1   | 2-1     |
| RC Celta de Vigo          | 4-0    | RCD Mallorca         | 3-0   | 1-0     |
| CE Constància             | 2-10   | Reial Valladolid     | 2-2   | 0-8     |
| Rayo Vallecano            | 3-2    | CD Tenerife          | 3-1   | 0-1     |
| Llevant UE                | 2-5    | CF Badalona          | 2-1   | 0-4     |
| Real Oviedo               | 4-4    | Recreativo de Huelva | 3-2   | 1-2     |

- Desempat

| Equip 1                   | Marcador | Equip 2              |
| ------------------------- | -------- | -------------------- |
| CE Europa                 | 1-0      | Real Jaén            |
| Gimnástica de Torrelavega | 3-2      | CD Mestalla          |
| Granada CF                | 0-1      | UP Langreo           |
| Xerez CD                  | 2-1      | UE Lleida            |
| Real Oviedo               | 1-1      | Recreativo de Huelva |

## Setzens de final
12 i 19 de maig.
| Equip 1              | Global | Equip 2                   | Anada | Tornada |
| -------------------- | ------ | ------------------------- | ----- | ------- |
| Athletic de Bilbao   | 5-1    | CE Alcoià                 | 1-0   | 4-1     |
| CD Badajoz           | 2-5    | Elx CF                    | 0-1   | 2-4     |
| CF Badalona          | 3-3    | Real Betis Balompié       | 2-3   | 1-0     |
| FC Barcelona         | 5-2    | Real Gijón                | 5-0   | 0-2     |
| Celta de Vigo        | 3-1    | Córdoba CF                | 1-1   | 2-0     |
| Hèrcules CF          | 2-4    | RCD Espanyol              | 0-0   | 2-4     |
| Xerez CD             | 2-3    | CE Sabadell               | 2-0   | 0-3     |
| UP Langreo           | 2-10   | UD Las Palmas             | 1-4   | 1-6     |
| Reial Madrid CF      | 3-0    | Calvo Sotelo CF           | 2-0   | 1-0     |
| CD Málaga            | 2-0    | CE Castelló               | 1-0   | 1-0     |
| Recreativo de Huelva | 2-3    | Pontevedra CF             | 2-0   | 0-3     |
| Real Santander       | 1-4    | Reial Societat            | 0-1   | 1-3     |
| Sevilla CF           | 7-4    | AD Rayo Vallecano         | 7-3   | 0-1     |
| València CF          | 6-0    | Gimnástica de Torrelavega | 5-0   | 1-0     |
| Reial Valladolid     | 3-6    | Club Atlético de Madrid   | 0-3   | 3-3     |
| Reial Saragossa      | 4-0    | CE Europa                 | 3-0   | 1-0     |

- Desempat

| Equip 1     | Marcador | Equip 2             |
| ----------- | -------- | ------------------- |
| CF Badalona | 1-3      | Real Betis Balompié |

## Vuitens de final
26 de maig i 2 de juny.
| Equip 1             | Global | Equip 2                 | Anada | Tornada |
| ------------------- | ------ | ----------------------- | ----- | ------- |
| Athletic de Bilbao  | 6-2    | UD Las Palmas           | 6-0   | 0-2     |
| Real Betis Balompié | 1-2    | Club Atlético de Madrid | 0-0   | 1-2     |
| Elx CF              | 2-0    | CD Málaga               | 1-0   | 1-0     |
| RCD Espanyol        | 1-2    | València CF             | 1-0   | 0-2     |
| Pontevedra CF       | 1-2    | Celta de Vigo           | 0-0   | 1-2     |
| Reial Madrid CF     | 5-3    | Sevilla CF              | 1-0   | 4-3     |
| Reial Societat      | 1-8    | FC Barcelona            | 0-2   | 1-6     |
| CE Sabadell         | 1-5    | Reial Saragossa         | 0-0   | 1-5     |

## Quarts de final
9 i 16 de juny.
| Equip 1                 | Global | Equip 2            | Anada | Tornada |
| ----------------------- | ------ | ------------------ | ----- | ------- |
| Club Atlético de Madrid | 4-2    | València CF        | 1-0   | 3-2     |
| FC Barcelona            | 3-1    | Athletic de Bilbao | 3-1   | 0-0     |
| Elx CF                  | 3-3    | Celta de Vigo      | 3-0   | 0-3     |
| Reial Saragossa         | 3-4    | Reial Madrid CF    | 3-2   | 0-2     |

- Desempat

| Equip 1 | Marcador | Equip 2          |
| ------- | -------- | ---------------- |
| Elx CF  | 1-2      | RC Celta de Vigo |

## Semifinals
23 i 28 de juny.
| Equip 1                 | Global | Equip 2         | Anada | Tornada |
| ----------------------- | ------ | --------------- | ----- | ------- |
| Club Atlético de Madrid | 2-3    | FC Barcelona    | 1-0   | 1-3     |
| Celta de Vigo           | 3-5    | Reial Madrid CF | 3-2   | 0-3     |

## Final
La final de Copa del Generalíssim del 1968 va ser un clàssic entre el Reial Madrid i el Barça al Bernabéu la va guanyar el conjunt català per 0-1. A l'àrbitre, Antoni Rigo, se li van reclamar dos suposats penals sobre Amancio i Serena. A la conclusió del partit, el terreny de joc es va omplir d'ampolles, per això la denominació de la "final de les ampolles".

### Fitxa del partit
| FC Barcelona         | 1 - 0 | Reial Madrid CF |
| -------------------- | ----- | --------------- |
| Zunzunegui 6' (p.p.) |       |                 |

## Campió
| Campions de la Copa d'Espanya 1968 |
| ---------------------------------- |
| Futbol Club Barcelona 16è títol    |